# Кутузова Вікторія Валеріївна
Вікторія Валеріївна Кутузова (*19 серпня 1988, Одеса) — українська професійна тенісистка. Дебютувала в професійному турі в 2003 році. Найвища одиночна позиція — № 76 (28 листопада 2005). На 13 жовтня 2008 посідає 155 позицію.
В активі Кутузової 4 титули туру ITF, перемоги над Ліною Красноруцькою, Александрою Стівенсон, Седою Нурландер, Лілією Остерло, Флавією Пеннеттою, Фабіолою Зулуагою, Емі Фрейзер. Фіналістка Відкритого чемпіонату Австралії серед юніорів 2003 року (одиночний розряд).
Улюблені тенісисти — Енді Роддік і Моніка Селеш. Улюблене покриття — хард.

## Кар'єра
Почала грати в теніс у віці 7 років. Кутузова стала відомою високими результатами, які вона показала в 14 років. На турнірі 2-й категорії, який проходив у Лос-Анджелесі, вона змогла перемогти Ліну Красноруцьку та Александру Стівенсон. У наступному матчі Ай Сугіяма (на цей момент 12-та ракетка світу) перемогла Кутузову.
У 2005 році на турнірі 1-й категорії Кутузова смогла дійти до четвертого кола, в якому вона програла першій ракетці світу, Ліндсей Давенпорт. Кутузова також потрапила у друге коло на 3-х турнірах Великого шолома з чотирьох.
Кутузова вийшла у фінал Відкритого чемпіонату Австралії з тенісу серед юніорів у 2003 році. В ньому вона програла Барборі Стрицовій.
Кутузова досягла успіху на турнірах ITF. Вона перемогла у чотирьох турнірах у Франції:
- Кань-сюр-Мер, 2008 року[1]

- Пуатье, 2005 року[1]

- Довіль, 2005 та 2006 роках[1]

У 2009 році Кутузова вийшла у фінал турніру ITF, але програла Кароліні Шпрем.
Кутузова повернулася на корт після річної перерви. Вона використовувала спеціальне право взяти участь в турнірі 2011 Sparta Prague Open, але програла Катажині Пітер в першому раунді. За допомогою свого «замороженого» рейтингу вона також брала участь в Ролан Гаррос, але також програла в першому раунді (на цей раз Шанелль Схеперс).

## Важливі фінали

### Одиночний розряд: 8 (6–2)
| Турніри $100,000 |
| Турніри $75,000  |
| Турніри $50,000  |
| Турніри $25,000  |
| Турніри $10,000  |

| Результат | Ранг | Дата              | Турнір                      | Покриття | Опонент            | Рахунок       |
| Поразка   | 1.   | 24 липня 2005     | Петанж, Люксембург          | Ґрунт    | Вікторія Азаренко  | 4–6, 2–6      |
| Перемога  | 2.   | 20 листопада 2005 | Довіль (Кальвадос), Франція | Ґрунт    | Цветана Піронкова  | 6–4, 7–6(7–2) |
| Перемога  | 3.   | 27 листопада 2005 | Пуатьє, Франція             | Тверде   | Марет Ані          | 6–3, 3–6, 6–4 |
| Перемога  | 4.   | 19 листопада 2006 | Довіль (Кальвадос), Франція | Ґрунт    | Альберта Бріанті   | 6–1, 6–2      |
| Перемога  | 5.   | 4 травня 2008     | Кань-сюр-Мер, Франція       | Ґрунт    | Марет Ані          | 6–1, 7–5      |
| Поразка   | 6.   | 12 квітня 2009    | Torhout, Бельгія            | Тверде   | Кароліна Шпрем     | 1–6, 4–6      |
| Перемога  | 7.   | 22 серпня 2011    | Бухарест, Румунія           | Ґрунт    | Laura Ioana Andrei | 6–2, 7–5      |
| Перемога  | 8.   | 5 грудня 2011     | Анталія, Туреччина          | Ґрунт    | Патріча Марія Ціг  | 3–6, 6–1, 6–1 |

### Парний розряд: 1 (0–1)
| Результат | Ранг | Дата          | Турнір           | Покриття | Партнер          | Опоненти                 | Рахунок  |
| Поразка   | 1.   | 9 червня 2008 | Марсель, Франція | Ґрунт    | Анна Лапущенкова | Агнеш Сатмарі Орелі Веді | 4–6, 3–6 |

## Історія виступів
| Турнір    | 2005 | 2006 | 2007 | 2008 | 2009 | 2010 | 2011 | В–П   |
| --------- | ---- | ---- | ---- | ---- | ---- | ---- | ---- | ----- |
| Австралія |      | 1к   | Q1   |      | 1к   | 1к   |      | 3–4   |
| Франція   |      | 2к   | Q2   | Q1   | 2к   |      | 1к   | 3–5   |
| Вімблдон  | Q3   | 2к   | 1к   | 1к   | 1к   |      |      | 9–4   |
| США       | 1к   | 2к   | Q3   |      | 1к   |      |      | 6–4   |
| Win–Loss  | 5–2  | 3–3  | 3–4  | 3–2  | 7–4  | 0–1  | 0–1  | 21–17 |